# ゲオルギー・ドブロボルスキー
ゲオルギー・ドブロボルスキー（ロシア語: Гео́ргий Тимофе́евич Доброво́льский、Georgiy Timofeyevich Dobrovolskiy、1928年6月1日-1971年6月30日）は、ウクライナ・ソビエト社会主義共和国オデッサ出身の、ソ連空軍の中佐であり、ソビエト連邦の宇宙飛行士である。
彼はソユーズ11号で宇宙へ行ったが、ボルコフとパツァーエフの2人と共に有人宇宙飛行中に死亡した2例目のソ連人となった。宇宙船の大気圏再突入は通常通り行われたが、地上の作業員がカプセルを開いた時点で3人の乗員は既に死亡していた。調査の結果、軌道を離れる直前にバルブが開いてカプセル内の空気が宇宙に逃げ、3人とも窒息死していたことが分かった。
ドブロボルスキーの遺灰はモスクワの赤の広場にあるクレムリンの城壁に納められた。
ドブロボルスキー (小惑星)は彼の名前に由来する。